# KBOゴールデングラブ賞
KBOゴールデングラブ賞（朝鮮語: KBO 골든글러브상, 英語: KBO Golden Glove Award）は、韓国プロ野球（KBO）の選手表彰の一つ。かつては単にゴールデングラブ賞（朝鮮語: 골든글러브상）だったが、2015年より現在の名称となった。
KBOのゴールデングラブ賞(Golden Glove Awards)は、守備に卓越した選手を表彰した賞というわけではなく、野手の場合は打撃と守備の両面を考慮して選出されている。また、現在では独立した指名打者(DH)部門も存在するため、選出されるのは10名である。指名打者部門は1984年から表彰されるようになった。リーグ初年度の1982年からの2年間はゴールデングラブ賞と別に、指名打者を含む「ベスト10」という賞が存在した。ゴールデングラブ賞は守備率が選考基準の賞で9名が表彰対象であり、「ベスト10」がポジション別の最高の選手を選出する賞であった（攻撃、守備、人気、品格など全てを考慮する）。しかし、当時はリーグの選手が少なかったことから顔ぶれが同じになってしまうため、1984年より統合されて指名打者が増え、現在のような表彰基準となった。
その年のシーズンに活躍した選手の中で賞の対象となる記録を持つ選手が候補者名簿に上がり、最終的な受賞者は授賞式当日のプロ野球記者団と放送関係者たちの投票で決定される。授賞式には数多くの芸能人が出演し、アメリカ合衆国のテレビドラマや映画を表彰するゴールデングローブ賞(Golden Globe Awards)を意識した派手な演出で注目を集めている。
守備に関する選手表彰は、2023年よりKBO守備賞（朝鮮語: KBO 수비상）が新設されている。

## 歴代受賞者一覧
| 年度   | 投手                      | 捕手                    | 一塁手              | 二塁手                  | 三塁手              | 遊撃手                | 外野手                  | 外野手                  | 外野手                  | 指名打者                  |
| ------ | ------------------------- | ----------------------- | ------------------- | ----------------------- | ------------------- | --------------------- | ----------------------- | ----------------------- | ----------------------- | ------------------------- |
| 1982年 | 黄泰煥 （OB）             | 金容雲 （MBC）          | 金龍達 （MBC）      | 車榮華 （ヘテ）         | 金用熙 （ロッテ）   | 吳大錫 （サムスン）   | 金城官 （ロッテ）       | 梁承琯 （三美）         | 金準桓 （ヘテ）         |                           |
| 1983年 | 張明夫 （三美）           | 李萬洙 （サムスン）     | 申慶植 （OB）       | 鄭求善 （MBC）          | 金用熙 （ロッテ）   | 金在博 （MBC）        | 金鍾模 （ヘテ）         | 朴鍾勳 （OB）           | 張孝祚 （サムスン）     |                           |
| 1984年 | 崔東原 （ロッテ）         | 李萬洙 （サムスン）     | 金容哲 （ロッテ）   | 鄭求善 （三美）         | 李光殷 （MBC）      | 金在博 （MBC）        | 金城官 （ヘテ）         | 洪文鍾 （ロッテ）       | 張孝祚 （サムスン）     | 楊世鍾 （OB）             |
| 1985年 | 金始眞 （サムスン）       | 李萬洙 （サムスン）     | 金城漢 （ヘテ）     | 鄭求善 （青宝）         | 李順喆 （ヘテ）     | 金在博 （MBC）        | 李光殷 （MBC）          | 朴鍾勳 （OB）           | 張孝祚 （サムスン）     | 金用熙 （ロッテ）         |
| 1986年 | 宣銅烈 （ヘテ）           | 李萬洙 （サムスン）     | 金城漢 （ヘテ）     | 金聲來 （サムスン）     | 韓大化 （ヘテ）     | 金在博 （MBC）        | 李光殷 （MBC）          | 金鍾模 （ヘテ）         | 張孝祚 （サムスン）     | 金奉淵 （ヘテ）           |
| 1987年 | 金始眞 （サムスン）       | 李萬洙 （サムスン）     | 金城漢 （ヘテ）     | 金聲來 （サムスン）     | 韓大化 （ヘテ）     | 柳仲逸 （サムスン）   | 李光殷 （MBC）          | 金鍾模 （ヘテ）         | 張孝祚 （サムスン）     | 柳承安 （ピングレ）       |
| 1988年 | 宣銅烈 （ヘテ）           | 張彩根 （ヘテ）         | 金城漢 （ヘテ）     | 金聲來 （サムスン）     | 韓大化 （ヘテ）     | 張鍾熏 （ピングレ）   | 李順喆 （ヘテ）         | 李康敦 （ピングレ）     | 李正勳 （ピングレ）     | 金容哲 （ロッテ）         |
| 1989年 | 宣銅烈 （ヘテ）           | 柳承安 （ピングレ）     | 金城漢 （ヘテ）     | 姜起雄 （サムスン）     | 韓大化 （ヘテ）     | 金在博 （MBC）        | 金一權 （太平洋）       | 李康敦 （ピングレ）     | 高元富 （ピングレ）     | 朴哲祐 （ヘテ）           |
| 1990年 | 宣銅烈 （ヘテ）           | 金東洙 （LG）           | 金相勳 （LG）       | 姜起雄 （サムスン）     | 韓大化 （ヘテ）     | 張鍾熏 （ピングレ）   | 李正勳 （ピングレ）     | 李康敦 （ピングレ）     | 李昊星 （ヘテ）         | 朴承昊 （サムスン）       |
| 1991年 | 宣銅烈 （ヘテ）           | 張彩根 （ヘテ）         | 金城漢 （ヘテ）     | 朴正泰 （ロッテ）       | 韓大化 （ヘテ）     | 柳仲逸 （サムスン）   | 李順喆 （ヘテ）         | 李康敦 （ピングレ）     | 李昊星 （ヘテ）         | 張鍾熏 （ピングレ）       |
| 1992年 | 廉鍾錫 （ロッテ）         | 張彩根 （ヘテ）         | 張鍾熏 （ピングレ） | 朴正泰 （ロッテ）       | 宋九洪 （LG）       | 朴啓源 （ロッテ）     | 李順喆 （ヘテ）         | 李正勳 （ピングレ）     | 金應國 （ロッテ）       | 金杞泰 （サンバンウル）   |
| 1993年 | 宣銅烈 （ヘテ）           | 金東洙 （LG）           | 金聲來 （サムスン） | 姜起雄 （サムスン）     | 韓大化 （LG）       | 李鍾範 （ヘテ）       | 李順喆 （ヘテ）         | 金光林 （サンバンウル） | 田埈昊 （ロッテ）       | 金杞泰 （サンバンウル）   |
| 1994年 | 鄭明源 （太平洋）         | 金東洙 （LG）           | 徐溶彬 （LG）       | 朴鍾皓 （LG）           | 韓大化 （LG）       | 李鍾範 （ヘテ）       | 尹德奎 （太平洋）       | 朴魯俊 （サンバンウル） | 金宰炫 （LG）           | 金杞泰 （サンバンウル）   |
| 1995年 | 李尚勲 （LG）             | 金東洙 （LG）           | 張鍾熏 （ハンファ） | 李明洙 （OB）           | 洪炫佑 （ヘテ）     | 金敏浩 （OB）         | 金光林 （サンバンウル） | 金湘昊 （OB）           | 田埈昊 （ロッテ）       | 金亨錫 （OB）             |
| 1996年 | 具臺晟 （ハンファ）       | 朴勍完 （サンバンウル） | 金敬起 （現代）     | 朴正泰 （ロッテ）       | 洪炫佑 （ヘテ）     | 李鍾範 （ヘテ）       | 金應國 （ロッテ）       | 梁埈赫 （サムスン）     | 朴栽弘 （現代）         | 朴載容 （ヘテ）           |
| 1997年 | 李大振 （ヘテ）           | 金東洙 （LG）           | 李承燁 （サムスン） | 崔泰元 （サンバンウル） | 洪炫佑 （ヘテ）     | 李鍾範 （ヘテ）       | 李炳圭 （LG）           | 梁埈赫 （サムスン）     | 朴栽弘 （現代）         | 朴載容 （ヘテ）           |
| 1998年 | 鄭珉台 （現代）           | 朴勍完 （現代）         | 李承燁 （サムスン） | 朴正泰 （ロッテ）       | 金翰秀 （サムスン） | 柳志炫 （LG）         | 田埈昊 （現代）         | 朴栽弘 （現代）         | 金宰炫 （LG）           | 梁埈赫 （サムスン）       |
| 1999年 | 鄭珉台 （現代）           | 金東洙 （サムスン）     | 李承燁 （サムスン） | 朴正泰 （ロッテ）       | 金翰秀 （サムスン） | 柳志炫 （LG）         | 鄭守根 （斗山）         | 李炳圭 （LG）           | ホセ （ロッテ）         | ローマイヤー （ハンファ） |
| 2000年 | 林仙東 （現代）           | 朴勍完 （現代）         | 李承燁 （サムスン） | 朴鍾皓 （現代）         | 金東柱 （斗山）     | 朴鎮萬 （現代）       | 朴栽弘 （現代）         | 宋志晩 （ハンファ）     | 李炳圭 （LG）           | ウッズ （斗山）           |
| 2001年 | 申潤浩 （LG）             | 洪性炘 （斗山）         | 李承燁 （サムスン） | 安庚鉉 （斗山）         | 金翰秀 （サムスン） | 朴鎮萬 （現代）       | 李炳圭 （LG）           | 鄭守根 （斗山）         | 沈哉學 （斗山）         | 梁埈赫 （LG）             |
| 2002年 | 宋津宇 （ハンファ）       | 陳甲龍 （サムスン）     | 李承燁 （サムスン） | 金鍾国 （起亜）         | 金翰秀 （サムスン） | ブリトー （サムスン） | 宋志晩 （ハンファ）     | 李鍾範 （起亜）         | 沈正洙 （現代）         | 馬海泳 （サムスン）       |
| 2003年 | 鄭珉台 （現代）           | 金東洙 （現代）         | 李承燁 （サムスン） | 安庚鉉 （斗山）         | 金翰秀 （サムスン） | 洪世完 （起亜）       | 沈正洙 （現代）         | 李鍾範 （起亜）         | 梁埈赫 （サムスン）     | 金東柱 （斗山）           |
| 2004年 | 裵英洙 （サムスン）       | 洪性炘 （斗山）         | 梁埈赫 （サムスン） | 朴鍾皓 （サムスン）     | 金翰秀 （サムスン） | 朴鎮萬 （サムスン）   | プルムバ （現代）       | 李炳圭 （LG）           | 朴漢伊 （サムスン）     | 金杞泰 （SK）             |
| 2005年 | 孫敏漢 （ロッテ）         | 陳甲龍 （サムスン）     | 金泰均 （ハンファ） | 安庚鉉 （斗山）         | 李杋浩 （ハンファ） | 孫時憲 （斗山）       | 李炳圭 （LG）           | サットン （現代）       | デイビス （ハンファ）   | 金宰炫 （SK）             |
| 2006年 | 柳賢振 （ハンファ）       | 陳甲龍 （サムスン）     | 李大浩 （ロッテ）   | 鄭根宇 （SK）           | 李杋浩 （ハンファ） | 朴鎮萬 （サムスン）   | 李容圭 （起亜）         | 李宅根 （現代）         | 朴漢伊 （サムスン）     | 梁埈赫 （サムスン）       |
| 2007年 | リオス （斗山）           | 朴勍完 （SK）           | 李大浩 （ロッテ）   | 高永民 （斗山）         | 金東柱 （斗山）     | 朴鎮萬 （サムスン）   | 李鍾旭 （斗山）         | 沈正洙 （サムスン）     | 李大炯 （LG）           | 梁埈赫 （サムスン）       |
| 2008年 | 金廣鉉 （SK）             | 姜珉鎬 （ロッテ）       | 金泰均 （ハンファ） | 趙晟桓 （ロッテ）       | 金東柱 （斗山）     | 朴基赫 （ロッテ）     | 金賢洙 （斗山）         | ガルシア （ロッテ）     | 李鍾旭 （斗山）         | 洪性炘 （ロッテ）         |
| 2009年 | ロペス （起亜）           | 金相勳 （起亜）         | 崔煕渉 （起亜）     | 鄭根宇 （SK）           | 金相賢 （起亜）     | 孫時憲 （斗山）       | 金賢洙 （斗山）         | 朴龍澤 （LG）           | 李宅根 （ネクセン）     | 洪性炘 （ロッテ）         |
| 2010年 | 柳賢振 （ハンファ）       | 趙寅成 （LG）           | 崔俊蓆 （斗山）     | 趙晟桓 （ロッテ）       | 李大浩 （ロッテ）   | 姜正浩 （ネクセン）   | 金賢洙 （斗山）         | 金江珉 （SK）           | 李鍾旭 （斗山）         | 洪性炘 （ロッテ）         |
| 2011年 | 尹錫珉 （起亜）           | 姜珉鎬 （ロッテ）       | 李大浩 （ロッテ）   | 安致弘 （起亜）         | 崔廷 （SK）         | 李大秀 （ハンファ）   | 崔炯宇 （サムスン）     | 李容圭 （起亜）         | 孫児葉 （ロッテ）       | 洪性炘 （ロッテ）         |
| 2012年 | 張洹三 （サムスン）       | 姜珉鎬 （ロッテ）       | 朴炳鎬 （ネクセン） | 徐建昌 （ネクセン）     | 崔廷 （SK）         | 姜正浩 （ネクセン）   | 孫児葉 （ロッテ）       | 李容圭 （起亜）         | 朴龍澤 （LG）           | 李承燁 （サムスン）       |
| 2013年 | 孫勝洛 （ネクセン）       | 姜珉鎬 （ロッテ）       | 朴炳鎬 （ネクセン） | 鄭根宇 （SK）           | 崔廷 （SK）         | 姜正浩 （ネクセン）   | 孫児葉 （ロッテ）       | 崔炯宇 （サムスン）     | 朴龍澤 （LG）           | 李炳圭 （LG）             |
| 2014年 | バンヘッケン （ネクセン） | 梁義智 （斗山）         | 朴炳鎬 （ネクセン） | 徐建昌 （ネクセン）     | 朴錫珉 （サムスン） | 姜正浩 （ネクセン）   | 孫児葉 （ロッテ）       | 崔炯宇 （サムスン）     | 羅成範 （NC）           | 李承燁 （サムスン）       |
| 2015年 | ハッカー （NC）           | 梁義智 （斗山）         | テイムズ （NC）     | ナバーロ （サムスン）   | 朴錫珉 （NC）       | 金宰鎬 （斗山）       | 柳漢俊 （KT）           | 金賢洙 （サムスン）     | 羅成範 （NC）           | 李承燁 （サムスン）       |
| 2016年 | ニッパート （斗山）       | 梁義智 （斗山）         | テイムズ （NC）     | 徐建昌 （ネクセン）     | 崔廷 （SK）         | 金宰鎬 （斗山）       | 崔炯宇 （起亜）         | 金宰煥 （斗山）         | 金周燦 （起亜）         | 金泰均 （ハンファ）       |
| 2017年 | 梁玹種 （起亜）           | 姜珉鎬 （ロッテ）       | 李大浩 （ロッテ）   | 安致弘 （起亜）         | 崔廷 （SK）         | 金善彬 （起亜）       | 崔炯宇 （起亜）         | 孫児葉 （ロッテ）       | バーナディーナ （起亜） | 朴龍澤 （LG）             |
| 2018年 | リンドブロム（斗山）      | 梁義智 （斗山）         | 朴炳鎬 （ネクセン） | 安致弘 （起亜）         | 許敬民 （斗山）     | 金河成 （ネクセン）   | 金宰煥 （斗山）         | 田峻玗 （ロッテ）       | 李政厚 （ネクセン）     | 李大浩 （ロッテ）         |
| 2019年 | リンドブロム（斗山）      | 梁義智 （NC）           | 朴炳鎬 （キウム）   | 朴珉宇 （NC）           | 崔廷 （SK）         | 金河成 （キウム）     | サンズ （キウム）       | ロハス （KT）           | 李政厚 （キウム）       | フェルナンデス （斗山）   |
| 2020年 | アルカンタラ（斗山）      | 梁義智 （NC）           | 姜白虎 （KT）       | 朴珉宇 （NC）           | 黄載均 （KT）       | 金河成 （キウム）     | ロハス （KT）           | 金賢洙 （LG）           | 李政厚 （キウム）       | 崔炯宇 （起亜）           |
| 2021年 | ミランダ（斗山）          | 姜珉鎬 （サムスン）     | 姜白虎 （KT）       | 鄭恩源 （ハンファ）     | 崔廷 （SSG）        | 金慧成 （キウム）     | 李政厚 （キウム）       | 具滋昱 （サムスン）     | 洪昌起 （LG）           | 梁義智 （NC）             |
| 2022年 | 安佑鎮（キウム）          | 梁義智 （NC）           | 朴炳鎬 （KT）       | 金慧成 （キウム）       | 崔廷 （SSG）        | 呉智煥 （LG）         | 李政厚 （キウム）       | ピレラ （サムスン）     | 羅成範 （起亜）         | 李大浩 （ロッテ）         |
| 2023年 | フェッド（NC）            | 梁義智 （斗山）         | オースティン （LG） | 金慧成 （キウム）       | 盧施煥 （ハンファ） | 呉智煥 （LG）         | 洪昌起 （LG）           | 具滋昱 （サムスン）     | 朴健祐 （NC）           | 孫児葉 （NC）             |
| 2024年 | ハート（NC）              | 姜珉鎬 （サムスン）     | オースティン （LG） | 金慧成 （キウム）       | 金倒永 （起亜）     | 朴燦灝 （起亜）       | レイエス （ロッテ）     | 具滋昱 （サムスン）     | ロハス （KT）           | 崔炯宇 （起亜）           |